# 14º Distretto
14º Distretto (Großstadtrevier) è una serie televisiva tedesca nata negli anni ottanta e ancora in produzione.

## Trama
La serie è incentrata sulle indagini del 14º Distretto di Polizia, coordinate da alcuni capi diversi e si concentrano anche sulla vita dei personaggi.

## Distribuzione
In Italia la serie è stata mandata in onda, a partire dall'episodio 161 (quindicesima stagione), su Rai 1 dal 1º giugno 2009 dal lunedì al venerdì alle 10:40.
La serie è poi ripresa il 13 giugno 2010, tutte le domeniche alle 6:25 circa, e a partire dal 4 luglio 2010 alle 6.55 circa. Negli anni successivi, la prima visione in italiano di questo telefilm è passata a Rai 3, per poi riprendere su Rai 1 con la 20ª, 21ª e 22ª stagione dal mese di giugno 2013, fino all'episodio 7. Dal 22 luglio 2014 Rai Premium trasmette il resto della 22ª stagione, dal lunedì al venerdì alle 14:00.

## Episodi
| Stagione                  | Episodi | Prima TV originale | Prima TV Italia |
| ------------------------- | ------- | ------------------ | --------------- |
| Prima stagione            | 6       | 1986-1987          | inedita         |
| Seconda stagione          | 6       | 1987               | inedita         |
| Terza stagione            | 8       | 1987-1989          | inedita         |
| Quarta stagione           | 8       | 1991               | inedita         |
| Quinta stagione           | 8       | 1991               | inedita         |
| Sesta stagione            | 12      | 1992               | inedita         |
| Settima stagione          | 12      | 1993-1994          | inedita         |
| Ottava stagione           | 12      | 1994               | inedita         |
| Nona stagione             | 13      | 1995               | inedita         |
| Decima stagione           | 13      | 1996-1997          | inedita         |
| Undicesima stagione       | 13      | 1997               | inedita         |
| Dodicesima stagione       | 13      | 1998               | inedita         |
| Tredicesima stagione      | 13      | 1999               | inedita         |
| Quattordicesima stagione  | 13      | 2000               | inedita         |
| Quindicesima stagione     | 13      | 2001-2002          | 2009            |
| Sedicesima stagione       | 13      | 2002               | 2009            |
| Diciassettesima stagione  | 16      | 2003               | 2009            |
| Diciottesima stagione     | 16      | 2004               | inedita         |
| Diciannovesima stagione   | 16      | 2005               | inedita         |
| Ventesima stagione        | 16      | 2006               | inedita         |
| Ventunesima stagione      | 16      | 2007               | 2013            |
| Ventiduesima stagione     | 16      | 2008               | 2013-2014       |
| Ventitreesima stagione    | 22      | 2009-2010          | 2014            |
| Ventiquattresima stagione | 15      | 2010-2011          | 2014            |
| Venticinquesima stagione  | 17      | 2011-2012          | inedita         |
| Ventiseiesima stagione    | 16      | 2012-2013          | inedita         |
| Ventisettesima stagione   | 16      | 2013-2014          | inedita         |
| Ventottesima stagione     | 16      | 2014-2015          | inedita         |
| Ventinovesima stagione    | 16      | 2015-2016          | inedita         |
| Trentesima stagione       | 16      | 2017               | inedita         |
| Trentunesima stagione     | 16      | 2017-2018          | inedita         |
| Trentaduesima stagione    | 16      | 2018-2019          | inedita         |
| Trentatreesima stagione   | 14      | 2020               | inedita         |